# ГЕС Rapide-7
ГЕС Rapide-7 (Rapide-Sept) — гідроелектростанція в канадській провінції Квебек. Знаходячись перед ГЕС Rapide-2, становить верхній ступінь каскаду на Оттаві, яка впадає ліворуч до річки Святого Лаврентія (дренує Великі озера).
Машинний зал станції знаходиться біля греблі водосховища Decelles. Ця зведена у 1941 році на Оттаві бетонна гравітаційна споруда має висоту 30 метрів, довжину 1169 метрів і утримує резервуар з площею поверхні 237 км2 та об’ємом 2145 млн м3. А в 1948-му вище по течії звели так само бетонну гравітаційну греблю Bourque висотою 17 метрів та довжиною 197 метрів. Вона не має власних генеруючих потужностей, але створює водосховище Dozois з площею поверхні 319 км2 та об’ємом 1936 млн м3.
Крім того, з 1928-го ще вище працює резервуар Кабонга, котрий затопив водорозділ між сточищами Оттави та її лівої притоки Гатіно. Для цього звели дві греблі висотою по 9 метрів – бетонну гравітаційну Кабонга довжиною 310 метрів на Gens de Terre (права притока Гатіно) та земляну Barriere довжиною 264 метри на виході в Оттаву. Разом зі ще сімома допоміжними спорудами висотою від 2 до 8 метрів та довжиною від 29 до 79 метрів вони утримують резервуар з площею поверхні 434 км2 та об’ємом 1560 млн м3. Звідси за потреби можливий перепуск ресурсу для потреб двох каскадів – на Оттаві та Гатіно.
Основне обладнання станції Rapide-7 становлять чотири турбіни типу Френсіс загальною потужністю 67 МВт, які працюють при напорі у 20,7 метра.